# Geophagus brokopondo
Geophagus brokopondo är en fiskart som beskrevs av Kullander och Nijssen, 1989. Geophagus brokopondo ingår i släktet Geophagus och familjen Cichlidae. Inga underarter finns listade i Catalogue of Life.